# サヴォンリンナ
サヴォンリンナ（フィンランド語: Savonlinna [ˈsɑʋonˌlinːɑ]、スウェーデン語: Nyslott）は、フィンランド、南サヴォ県の都市。サヴォンリンナ郡に属する。サイマー湖の湖岸に位置する。
2021年12月31日現在の人口は32,551人。

## 歴史
サヴォンリンナの町は1475年に摂政エリク・アクセルソン・トットの治世化に築かれたOlavinlinnaに始まり、1639年に町として成立した。
1973年にSääminkiを編入合併、また2009年にはSavonrantaを合併するとともにEnonkoskiの一部を編入した。

## 観光
毎年夏に開催されるサヴォンリンナ・オペラ・フェスティバルで有名。また、携帯電話投げ競技も毎年夏に当市で開催されている。

## サヴォンリンナ出身の人物
- キリル・ラクスマン - 博物学者

## 姉妹都市
- トルジョーク、ロシア
- Árborg、アイスランド
- シルケボー、デンマーク
- アーレンダール、ノルウェー
- カルマル市、スウェーデン
- デトモルト、ドイツ